# Lista polskich rodów szlacheckich

## A
| Herb | Nazwa herbu/Ród | Rodzina          |
| ---- | --------------- | ---------------- |
|      | Abdank          | Abakanowiczowie  |
|      | Pobóg           | Abakowscy        |
|      | Abdank          | Abczyńscy        |
|      | ?               | Aberdowscy       |
|      | Abgarowicz      | Abgarowiczowie   |
|      | ?               | Abichtowie       |
|      | Abdank          | Abłamowiczowie   |
|      | Abrahimowicz    | Abrahimowiczowie |
|      | Abdank          | Abramowiczowie   |
|      | ?               | Abramowiczowie   |
|      | Abdank          | Abłamowiczowie   |
|      | Hasso           | Agopsowiczowie   |
|      | Achinger        | Ajchigierowie    |
|      | Andrault de Buy | Antonowiczowie   |
|      | Topór           | Aszkiełowiczowie |
|      | Abdank          | Awdańcy          |
|      | ?               | Azarkiewiczowie  |

   (wróć do indeksu)

## B
| Herb | Nazwa herbu/Ród | Rodzina          |
| ---- | --------------- | ---------------- |
|      | Abdank          | Bachrynowscy     |
|      | Bończa          | Badeniowie       |
|      | Bończa          | Badowscy         |
|      | Doliwa          | Badowscy         |
|      | Poraj           | Badowscy         |
|      | Sas             | Badowscy         |
|      | Bajerski        | Bajerscy         |
|      | Gozdawa         | Balowie          |
|      | Ostoja          | Baranowscy       |
|      | Prus II         | Baworowscy       |
|      | Bażeński        | Bażyńscy         |
|      | ?               | Berdiabiakowicze |
|      | Jastrzębiec     | Bełżeccy         |
|      | Abdank          | Białobrzescy     |
|      | do rozdzielenia | Bielińscy        |
|      | Ostoja          | Bielowie         |
|      | do rozdzielenia | Bilińscy         |
|      | Gozdawa         | Bireccy          |
|      | Biszpink        | Bispingowie      |
|      | Łodzia          | Bnińscy          |
|      | Leliwa          | Bobolowie        |
|      | Bohdanowicz     | Bogdanowicze     |
|      | Bogoria         | Bogoriowie       |
|      | Juńczyk         | Boguszewscy      |
|      | Ostoja          | Bogusławscy      |
|      | Bonarowa        | Bonerowie        |
|      | Trzy Kawki      | Borchowie        |
|      | ?               | Borowscy         |
|      | Gryf            | Braniccy         |
|      | Korczak         | Braniccy         |
|      | Świnka          | Bratkowscy       |
|      | Bończa          | Brzescy          |
|      | Abdank          | Buczaccy         |
|      | Rogala          | Budlewscy        |
|      | ?               | Bujniccy         |
|      | Lubicz          | Burczyńscy       |
|      | Poraj           | Bużeńscy         |
|      | Gryf            | Bykowscy         |
|      | Ostoja          | Bzowscy          |
|      | Ostoja          | Błociszewscy     |

   (wróć do indeksu)

## C
| Herb | Nazwa herbu/Ród | Rodzina         |
| ---- | --------------- | --------------- |
|      | Przerowa        | Cetnerowie      |
|      | Wieniawa        | Chabielscy      |
|      | Chalecki        | Chaleccy        |
|      | Bończa          | Charlęscy       |
|      | Wczele          | Chełkowscy      |
|      | Odrowąż         | Chlewiccy       |
|      | Ogończyk        | Chodeccy        |
|      | Chodkiewicz     | Chodkiewiczowie |
|      | Korczak         | Chodorowscy     |
|      | Pomian          | Cieńscy         |
|      | Ciołek          | Ciołkowie       |
|      | Jastrzębiec     | Ciołkowscy      |
|      | Prawdzic        | Cybulscy        |
|      | Puchała         | Cywińscy        |
|      | do rozdzielenia | Czajkowscy      |
|      | Kierdeja        | Czaplicowie     |
|      | Leliwa          | Czapscy         |
|      | Prus III        | Czarneccy       |
|      | Łodzia          | Czarnieccy      |
|      | Nałęcz          | Czarnkowscy     |
|      | Lis             | Czarnoccy       |
|      | Prus II         | Czarzaści       |
|      | Czernicki       | Czerniccy       |
|      | ?               | Czerteńscy      |
|      | Korczak         | Czuryłowie      |

   (wróć do indeksu)

## D
| Herb | Nazwa herbu/Ród | Rodzina          |
| ---- | --------------- | ---------------- |
|      | Dąbrowa         | Damięccy         |
|      | Ostoja          | Danilewiczowie   |
|      | Sas             | Daniłowiczowie   |
|      | Nieczuja        | Dembińscy        |
|      | Rawicz          | Dembińscy        |
|      | Denhoff         | Dönhoff          |
|      | Obyrn           | d’Obyrnowie      |
|      | Korab           | Dolańscy         |
|      | Downarowicz     | Downarowiczowie  |
|      | Sas             | Dołżańscy        |
|      | Korczak         | Drohojowscy      |
|      | do rozdzielenia | Drohomireccy     |
|      | Łabędź          | Duninowie        |
|      | Prawdzic        | Duranowscy       |
|      | Dołęga          | Duzinkiewiczowie |
|      | Sas             | Dwerniccy        |
|      | Gozdawa         | Dydyńscy         |
|      | Tępa Podkowa    | Dymowscy         |
|      | Ogończyk        | Działyńscy       |
|      | Sas             | Dzieduszyccy     |
|      | Nieczuja        | Dzierżkowie      |
|      | Dzięcielski     | Dzięcielscy      |
|      | Ślepowron       | Dęby             |

   (wróć do indeksu)

## E
| Herb | Nazwa herbu/Ród | Rodzina      |
| ---- | --------------- | ------------ |
|      | Ejgird          | Ejgirdowie   |
|      | Korab           | Eysymontowie |

   (wróć do indeksu)

## F
| Herb | Nazwa herbu/Ród | Rodzina         |
| ---- | --------------- | --------------- |
|      | Farensbach      | Felińscy        |
|      | Ślepowron       | Fijałkowscy     |
|      | Lewart          | Firlejowie      |
|      | ?               | Foglarowie      |
|      | Grzymała III    | Frankenbergowie |
|      | do rozdzielenia | Frankowscy      |
|      | Bończa          | Fredrowie       |
|      | Kornicz         | Frydrychowscy   |

   (wróć do indeksu)

## G
| Herb | Nazwa herbu/Ród | Rodzina      |
| ---- | --------------- | ------------ |
|      | Ostoja          | Gajewscy     |
|      | Abdank          | Gasztołdowie |
|      | Gryf            | Getkowie     |
|      | Giełgud         | Giełgudowie  |
|      | Korczak         | Gorajscy     |
|      | do rozdzielenia | Grabowieccy  |
|      | Topór           | Grabowscy    |
|      | Abdank          | Grocholscy   |
|      | Nałęcz          | Grocholscy   |
|      | Syrokomla       | Grocholscy   |
|      | Topór           | Grocholscy   |
|      | Bończa          | Grochowscy   |
|      | Junosza         | Grochowscy   |
|      | Kuszaba         | Grochowscy   |
|      | Lubicz          | Grochowscy   |
|      | Radwan          | Grodzieccy   |
|      | Nałęcz          | Gronczewscy  |
|      | Lubicz          | Gruszeccy    |
|      | Rola            | Gumowscy     |
|      | Jastrzębiec     | Guzowscy     |
|      | Łodzia          | Górkowie     |
|      | Junosza         | Górni        |
|      | ?               | Górowscy     |

   (wróć do indeksu)

## H
| Herb | Nazwa herbu/Ród | Rodzina        |
| ---- | --------------- | -------------- |
|      | Ostoja          | Hallerowie     |
|      | Bosak           | Hauke          |
|      | Hejdel          | Hejdlowie      |
|      | Herburt         | Herburtowie    |
|      | Kotwicz         | Herniczkowie   |
|      | Jeż             | Hiżowie        |
|      | Leliwa          | Hlebowiczowie  |
|      | Sas             | Hordyńscy      |
|      | Kornicz         | Horodeccy      |
|      | Korczak         | Horodyscy      |
|      | Kur             | Horodyńscy     |
|      | Łabędź          | Hołowczyńscy   |
|      | Hołowiński      | Hołowińscy     |
|      | Przyjaciel II   | Hryniewiczowie |
|      | Gozdawa         | Humniccy       |

   (wróć do indeksu)

## I
| Herb | Nazwa herbu/Ród | Rodzina     |
| ---- | --------------- | ----------- |
|      | Korczak         | Iliniczowie |
|      | Kuszaba         | Iwiccy      |

   (wróć do indeksu)

## J
| Herb | Nazwa herbu/Ród | Rodzina          |
| ---- | --------------- | ---------------- |
|      | Grzymała        | Jabłonowscy      |
|      | Prus I          | Jabłonowscy      |
|      | Prus III        | Jabłonowscy      |
|      | do rozdzielenia | Jackiewiczowie   |
|      | Łabędź          | Jagiełłowiczowie |
|      | Jastrzębiec     | Janczewscy       |
|      | Rawicz          | Jaroccy          |
|      | Leliwa          | Jarosławscy      |
|      | Abdank          | Jazłowieccy      |
|      | Nabram          | Jedlińscy        |
|      | Pielesz         | Jelscy           |
|      | Ostoja          | Jerzykowscy      |
|      | Jełowicki       | Jełowiccy        |
|      | Trąby           | Jordanowie       |
|      | Przyjaciel      | Jurowscy         |
|      | Jendrzejowicz   | Jędrzejowiczowie |

   (wróć do indeksu)

## K
| Herb | Nazwa herbu/Ród | Rodzina              |
| ---- | --------------- | -------------------- |
|      | do rozdzielenia | Kaczorowscy          |
|      | Pomian          | Kaczyńscy            |
|      | Pilawa          | Kamienieccy          |
|      | Jasieńczyk      | Karczewscy           |
|      | Kur             | Karszeńscy           |
|      | Leliwa          | Karśniccy            |
|      | Grzymała        | Kazanowscy           |
|      | Ostoja          | Kiedrzyńscy          |
|      | Krzywda         | Kierzkowscy          |
|      | Zadora          | Kieżgajłowie         |
|      | Namiot          | Kisielowie           |
|      | Dąbrowa         | Kiszkowie            |
|      | do rozdzielenia | Klonowscy            |
|      | Jasieńczyk      | Kluczyńscy           |
|      | Szreniawa       | Kmitowie             |
|      | Sas             | Knihiniccy           |
|      | Nałęcz          | Kobierzyccy          |
|      | Pomian          | Kobierzyccy          |
|      | Grzymała        | Kobylańscy           |
|      | Godziemba       | Kobyłeccy            |
|      | Korwin          | Kochanowscy          |
|      | Rogala          | Koczorowscy          |
|      | Korczak         | Komorowscy           |
|      | Pobóg           | Koniecpolscy         |
|      | do rozdzielenia | Kopciowie            |
|      | ?               | Koporscy             |
|      | Topór           | Korycińscy           |
|      | Koryzna         | Koryznowie           |
|      | Rawicz          | Kosińscy             |
|      | Kos             | Kossakowie           |
|      | Ślepowron       | Kossakowscy          |
|      | ?               | Kostkowie            |
|      | Abdank          | Kowalscy             |
|      | Wieruszowa      | Kowalscy             |
|      | Jastrzębiec     | Koziebrodzcy         |
|      | Kościesza       | Kołakowscy           |
|      | Junosza         | Kołowie              |
|      | Korczak         | Korczakowie          |
|      | Ogończyk        | Kościeleccy          |
|      | Doliwa          | Kożuchowscy          |
|      | Jelita          | Kraińscy             |
|      | do rozdzielenia | Krajewscy            |
|      | Rogala          | Krasiccy             |
|      | Ślepowron       | Krasińscy-białoruscy |
|      | ?               | Krasińscy-litewscy   |
|      | ?               | Krasińscy-ukraińscy  |
|      | ?               | Krasińscy-wołyńscy   |
|      | Sulima          | Krasińscy            |
|      | Ślepowron       | Krasińscy            |
|      | Ślepowron       | Krasińscy            |
|      | Krzywda         | Krasnodębscy         |
|      | Rawicz          | Kraśniccy            |
|      | Sas             | Krechowieccy         |
|      | ?               | Kromscy              |
|      | Junosza         | Krosnowscy           |
|      | ?               | Kroszyńscy           |
|      | Leszczyc        | Krotoscy             |
|      | Korczak         | Krupscy              |
|      | Sas             | Kryniccy             |
|      | Rogala          | Kryńscy              |
|      | Prus III        | Krzemińscy           |
|      | Świnka          | Krzyżanowscy         |
|      | Grzymała IV     | Krzyżewscy           |
|      | do rozdzielenia | Kulczyccy            |
|      | Drogomir        | Kulikowscy           |
|      | Łabędź          | Kuncewiczowie        |
|      | Nałęcz          | Kunowscy             |
|      | Kurcz           | Kurcewicze           |
|      | Kur             | Kurowie              |
|      | Kur             | Kurowscy             |
|      | Lubicz          | Kurowscy             |
|      | Nałęcz          | Kurowscy             |
|      | Szreniawa       | Kurowscy             |
|      | Topór           | Kurowscy             |
|      | do rozdzielenia | Kwiatkiewiczowie     |
|      | do rozdzielenia | Kwileccy             |
|      | Łada            | Kłodzińscy           |

   (wróć do indeksu)

## L
| Herb | Nazwa herbu/Ród | Rodzina      |
| ---- | --------------- | ------------ |
|      | Zadora          | Lanckorońscy |
|      | Prawdzic        | Latalscy     |
|      | Dołęga          | Lechowie     |
|      | Szaława         | Ledóchowscy  |
|      | Zadora          | Lenczewscy   |
|      | Wieniawa        | Leszczyńscy  |
|      | Nałęcz          | Leżeńscy     |
|      | Dołęga          | Liberaccy    |
|      | Półkozic        | Ligęzowie    |
|      | Jeż             | Lisowscy     |
|      | do rozdzielenia | Lubienieccy  |
|      | Rola            | Lubienieccy  |
|      | Drużyna         | Lubomirscy   |
|      | Jelita          | Lutosławscy  |

   (wróć do indeksu)

## Ł
| Herb | Nazwa herbu/Ród | Rodzina     |
| ---- | --------------- | ----------- |
|      | Grzymała IV     | Łagunowie   |
|      | Korczak         | Łahodowscy  |
|      | Junosza         | Łempiccy    |
|      | Lubicz          | Łopacińscy  |
|      | Topór           | Łowienieccy |
|      | Pomian          | Łubieńscy   |
|      | Nowina          | Łuczyccy    |
|      | Samson          | Łuczyńscy   |
|      | Zadora          | Łączkowscy  |
|      | Niesobia        | Łęczyccy    |

   (wróć do indeksu)

## M
| Herb | Nazwa herbu/Ród | Rodzina                       |
| ---- | --------------- | ----------------------------- |
|      | Sas             | Maculewiczowie                |
|      | Poraj           | Madeyscy                      |
|      | Ogończyk        | Magnuszewscy                  |
|      | Starykoń        | Majowie                       |
|      | Hasso           | Manugiewiczowie               |
|      | Ostoja          | Marchoccy                     |
|      | Newlin          | Mazarakowie                   |
|      | Gryf            | Małachowscy                   |
|      | Gryf            | Małachowscy (gałąź niemiecka) |
|      | Leliwa          | Melsztyńscy                   |
|      | Ślepowron       | Mieroszewscy                  |
|      | Ostoja          | Mierzewscy                    |
|      | Białynia        | Mirscy                        |
|      | Suchekomnaty    | Miączyńscy                    |
|      | Mniszech        | Mniszchowie                   |
|      | Ostoja          | Modliszewscy                  |
|      | Łabędź          | Modliszewscy                  |
|      | Leliwa          | Moniwidowie                   |
|      | Mogiła          | Montwiłłowie                  |
|      | Dąbrowa         | Morawscy                      |
|      | ?               | Mostowscy                     |
|      | Nałęcz          | Moszczeńscy                   |
|      | Nałęcz          | Moszyńscy                     |
|      | Prus III        | Mrozowiccy                    |
|      | Gozdawa         | Mucharscy                     |
|      | Dołęga          | Mycielscy                     |
|      | Jastrzębiec     | Myszkowscy                    |
|      | Rawicz          | Mysłowscy                     |

   (wróć do indeksu)

## N
| Herb | Nazwa herbu/Ród | Rodzina                      |
| ---- | --------------- | ---------------------------- |
|      | do rozdzielenia | Nadolscy                     |
|      | Ostoja          | Nagórscy                     |
|      | Półkozic        | Nasiłowscy                   |
|      | Nałęcz          | Nałęcze                      |
|      | Nałęcz          | Nałęcze (gałąź ciechanowska) |
|      | Poraj           | Niecieccy                    |
|      | Rawicz          | Niemcewiczowie               |
|      | Jastrzebiec     | Niemirowicze                 |
|      | Gozdawa         | Niemirowie                   |
|      | Nostitz         | Nostitzowie                  |
|      | Sas             | Nowosielscy                  |
|      | Ślepowron       | Nowosielscy                  |

   (wróć do indeksu)

## O
| Herb | Nazwa herbu/Ród | Rodzina         |
| ---- | --------------- | --------------- |
|      | Cholewa         | Obrębscy        |
|      | Ostoja          | Ochoccy         |
|      | Odrowąż         | Odrowążowie     |
|      | Junosza         | Ojrzanowscy     |
|      | Radwan          | Oleśniccy       |
|      | Łodzia          | Opalińscy       |
|      | Cholewa         | Opolscy         |
|      | Oppersdorff     | Oppersdorffowie |
|      | Topór           | Ossolińscy      |
|      | Awstacz         | Ossowscy        |
|      | Dołęga          | Ossowscy        |
|      | Ostoja          | Ostaszewscy     |
|      | Nałęcz          | Ostropolscy     |
|      | Nałęcz          | Ostrorogowie    |
|      | Trąby           | Ościkowicze     |

   (wróć do indeksu)

## P
| Herb | Nazwa herbu/Ród | Rodzina       |
| ---- | --------------- | ------------- |
|      | Gozdawa         | Pacowie       |
|      | Leliwa          | Pacynkowie    |
|      | Cholewa         | Paproccy      |
|      | Jastrzebiec     | Paproccy      |
|      | Jelita          | Paproccy      |
|      | Ogończyk        | Paproccy      |
|      | Pałuki          | Pałukowie     |
|      | Leliwa          | Pileccy       |
|      | do rozdzielenia | Piotrowscy    |
|      | Piotrowski      | Piotrowscy    |
|      | Sas             | Pięciorakowie |
|      | Oksza           | Pląskowscy    |
|      | Nałęcz          | Pniewscy      |
|      | Gozdawa         | Podberescy    |
|      | Ciołek          | Podfilipscy   |
|      | Pobóg           | Polanowscy    |
|      | Ostoja          | Politalscy    |
|      | Ciołek          | Poniatowscy   |
|      | Łodzia          | Ponińscy      |
|      | Sulima          | Popielowie    |
|      | Brochwicz       | Potkańscy     |
|      | Janina          | Potoccy       |
|      | Lubicz          | Potoccy       |
|      | Ostoja          | Potoccy       |
|      | Pilawa          | Potoccy       |
|      | Poraj           | Potoccy       |
|      | Szeliga         | Potoccy       |
|      | Szreniawa       | Potoccy       |
|      | Tępa Podkowa    | Potoccy       |
|      | Nowina          | Przanowscy    |
|      | Kuna            | Przebendowscy |
|      | Przestrzał      | Przewłoccy    |
|      | Roch III        | Przezdzieccy  |
|      | Nałęcz          | Przybysławscy |
|      | Radwan          | Przypkowscy   |
|      | ?               | Pławuszewscy  |

   (wróć do indeksu)

## R
| Herb | Nazwa herbu/Ród | Rodzina       |
| ---- | --------------- | ------------- |
|      | Nałęcz          | Raczyńscy     |
|      | Leszczyc        | Radolińscy    |
|      | Kotwicz         | Radomiccy     |
|      | Oksza           | Radoszewscy   |
|      | Trąby           | Radziwiłłowie |
|      | Grzymała        | Raszewscy     |
|      | Pobóg           | Rokszyccy     |
|      | Bożawola        | Romanowscy    |
|      | Romaszkan       | Romaszkanowie |
|      | Drogomir        | Romatowscy    |
|      | Gryf            | Ronikierowie  |
|      | Nałęcz          | Rostworowscy  |
|      | Ogończyk        | Roszkowscy    |
|      | Doliwa          | Rozdrażewscy  |
|      | Junosza         | Rościszewscy  |
|      | Lis             | Rudniccy      |
|      | Pobóg           | Rutkowscy     |
|      | Białynia        | Rzepeccy      |
|      | Krzywda         | Rzewuscy      |
|      | Łodzia          | Rąbińscy      |
|      | Rawicz          | Rąblewscy     |

   (wróć do indeksu)

## S
| Herb | Nazwa herbu/Ród | Rodzina                       |
| ---- | --------------- | ----------------------------- |
|      | Krzywda         | Sankowscy                     |
|      | Lis             | Sapiehowie                    |
|      | Lis             | Sapiehowie (gałąź kodeńska)   |
|      | Lis             | Sapiehowie (gałąź różańska)   |
|      | Lubicz          | Sawiccy                       |
|      | Schaffgotsch    | Schaffgotschowie              |
|      | Szeptycki       | Semplińscy                    |
|      | Leliwa          | Sieniawscy                    |
|      | Ogończyk        | Siewierscy                    |
|      | do rozdzielenia | Sikorscy                      |
|      | Abdank          | Skarbkowie (gałąź moskiewska) |
|      | Abdank          | Skarbkowie                    |
|      | Bończa          | Skarzyńscy                    |
|      | Ślepowron       | Skibniewscy                   |
|      | Ślepowron       | Skwierczyńscy                 |
|      | Drogosław       | Skórzewscy                    |
|      | Dołęga          | Skłodowscy                    |
|      | Grzymała        | Slascy                        |
|      | Sas             | Smolniccy                     |
|      | Rawicz          | Smorczewscy                   |
|      | Janina          | Sobiescy                      |
|      | Nowina          | Sokolniccy                    |
|      | ?               | Sokolscy                      |
|      | do rozdzielenia | Sokołowscy                    |
|      | Rawicz          | Sołomereccy                   |
|      | Sołtyk          | Sołtykowie                    |
|      | Jastrzębiec     | Srokowscy                     |
|      | Drużyna         | Stadniccy                     |
|      | ?               | Stepańscy                     |
|      | Wolf            | Straszyńscy                   |
|      | Korczak         | Strusiowie                    |
|      | Jastrzębiec     | Strusowie                     |
|      | Sas             | Strutyńscy                    |
|      | Sas             | Strzelbiccy                   |
|      | Bończa          | Stępińscy                     |
|      | Janina          | Suchodolscy                   |
|      | Sas             | Sulatyccy                     |
|      | Sulima          | Sułkowscy                     |
|      | Prus I          | Szczepanowscy                 |
|      | Szeptycki,      | Szeptyccy                     |
|      | Ogończyk        | Szwykowscy                    |
|      | Odrowąż         | Szydłowieccy                  |
|      | Ostoja          | Szyszkowscy                   |
|      | Gnieszawa       | Słodkowscy                    |
|      | Korab           | Słoneccy                      |
|      | Lis             | Słowikowie                    |
|      | Jastrzębiec     | Sługoccy                      |

   (wróć do indeksu)

## Ś
| Herb | Nazwa herbu/Ród | Rodzina      |
| ---- | --------------- | ------------ |
|      | Łabędź          | Śmiałkowscy  |
|      | Bełty           | Śniechowscy  |
|      | Ostoja          | Świerczyńscy |
|      | Lis             | Świrscy      |
|      | Szaława         | Świrscy      |
|      | Jastrzębiec     | Święciccy    |

## T
| Herb | Nazwa herbu/Ród | Rodzina                    |
| ---- | --------------- | -------------------------- |
|      | Jastrzębiec     | Taczanowscy                |
|      | Sas             | Tarnawscy                  |
|      | Leliwa          | Tarnowscy                  |
|      | Leliwa          | Tarnowscy (gałąź rudnicka) |
|      | Topór           | Tarłowie                   |
|      | Łabędź          | Telefusowie                |
|      | Terpiłowski     | Terpiłowscy                |
|      | Gierałt         | Towiańscy                  |
|      | Bończa          | Truszkowscy                |
|      | do rozdzielenia | Trzebiatowscy              |
|      | Łabędź          | Trzebiccy                  |
|      | Ślepowron       | Trębiccy                   |
|      | Trzy Kotwice    | Turno                      |
|      | Leliwa          | Tyszkiewiczowie            |
|      | Bawół           | Tyzenhauzowie              |
|      | Topór           | Tęczyńscy                  |

   (wróć do indeksu)

## U
| Herb | Nazwa herbu/Ród | Rodzina     |
| ---- | --------------- | ----------- |
|      | Roch III        | Umiastowscy |
|      | Sas             | Uniatyccy   |
|      | Unrug           | Unrugowie   |
|      | Unrug           | Unruhowie   |
|      | Sas             | Uruscy      |

   (wróć do indeksu)

## W
| Herb | Nazwa herbu/Ród | Rodzina        |
| ---- | --------------- | -------------- |
|      | Juńczyk         | Wabiszczewicze |
|      | Kolumna         | Walewscy       |
|      | Wejher          | Wejherowie     |
|      | Prus III        | Wieczwińscy    |
|      | Kierdeja        | Wielhorscy     |
|      | Starykoń        | Wielopolscy    |
|      | do rozdzielenia | Wiercińscy     |
|      | Jastrzębiec     | Wierzbowscy    |
|      | Grzymała        | Wilkowscy      |
|      | Pobóg           | Wilkowscy      |
|      | Wiranowski      | Wiranowscy     |
|      | Pierzchała      | Wiszowaci      |
|      | Sas             | Wisłoccy       |
|      | do rozdzielenia | Witosławscy    |
|      | Prus I          | Wiśniewscy     |
|      | Rogala          | Wiśniewscy     |
|      | Trzaska         | Wiśniewscy     |
|      | Lubicz          | Wojtowiczowie  |
|      | Półkozic        | Wolscy         |
|      | Herburt         | Woroniczowie   |
|      | ?               | Wrszowcy       |
|      | Lubicz          | Wróblewscy     |
|      | Ślepowron       | Wróblewscy     |
|      | Ślepowron       | Wyczółkowscy   |
|      | do rozdzielenia | Wysoccy        |
|      | Wukry           | Wysoczańscy    |
|      | Odyniec         | Wysłouchowie   |
|      | Abdank          | Wąsowscy       |

   (wróć do indeksu)

## Z
| Herb | Nazwa herbu/Ród | Rodzina       |
| ---- | --------------- | ------------- |
|      | Sulima          | Zadarnowscy   |
|      | Rogala          | Zagórni       |
|      | do rozdzielenia | Zagórscy      |
|      | Ostoja          | Zagórscy      |
|      | Dołęga          | Zakrzewscy    |
|      | Jelita          | Zamoyscy      |
|      | ?               | Zasławscy     |
|      | Junosza         | Załuscy       |
|      | Lis             | Zawadzcy      |
|      | Prus III        | Załęscy       |
|      | Jastrzębiec     | Zborowscy     |
|      | Jasieńczyk      | Zbrochowie    |
|      | do rozdzielenia | Zdanowiczowie |
|      | Radwan          | Zebrzydowscy  |
|      | Jastrzębiec II  | Zelenayowie   |
|      | Deszpot         | Zenowiczowie  |
|      | ?               | Zwiaholscy    |

   (wróć do indeksu)

## Ż
| Herb | Nazwa herbu/Ród | Rodzina    |
| ---- | --------------- | ---------- |
|      | Jastrzębiec     | Żegoccy    |
|      | Ogończyk        | Żelscy     |
|      | Prus III        | Żukowscy   |
|      | Sas             | Żurakowscy |
|      | Drzewica        | Żywiccy    |
|      | Lubicz          | Żółkiewscy |

   (wróć do indeksu)